# Солигалич (Солигаличское сельское поселение)
Солигалич — железнодорожная станция в Солигаличском муниципальном районе Костромской области. Входит в состав Солигаличского сельского поселения

## География
Находится в северо-западной части Костромской области на расстоянии приблизительно 14 км на северо-запад по прямой от города Солигалич, административного центра района у одноименной станции Монзенской железной дороги.

## История
Населенный пункт образовался у станции Солигалич, построенной в 1960 году. В связи с ведомственным характером убыточной железной дороги идет постепенная деградация инфраструктуры станции и сокращение численности населения.

## Население
Постоянное население составляло 43 человека в 2002 году (русские 100 %), 27 в 2022.